# Bacino dell'Angola

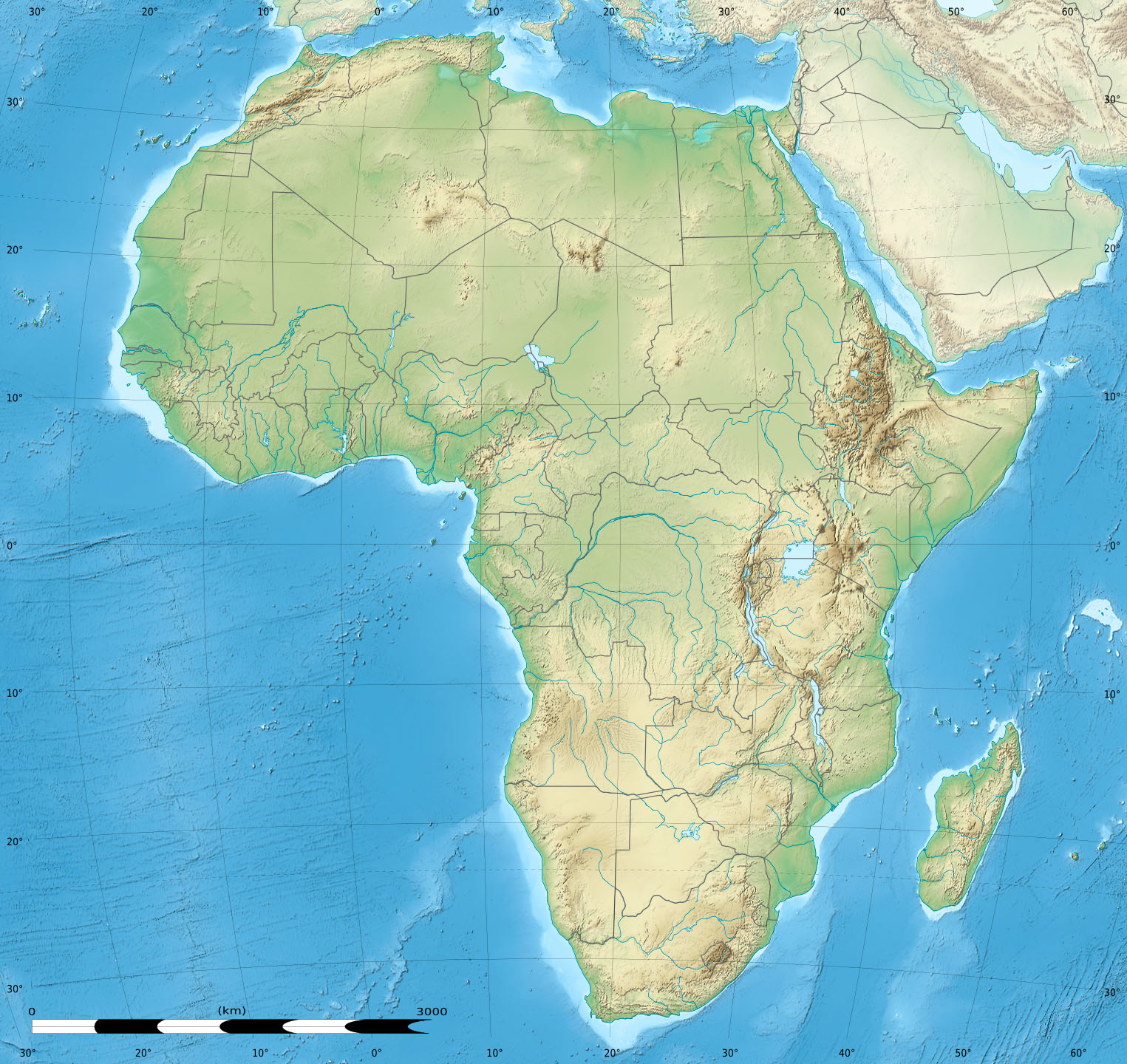

Il bacino dell'Angola o bacino angolano è situato lungo il margine dell'Atlantico meridionale al largo della costa dell'Africa occidentale e si estende dal Camerun all'Angola.

## Caratteristiche
Il bacino angolano è caratterizzato come un margine passivo che ha iniziato ad espandersi a sud per continuare in seguito verso l'alto attraverso tutto il bacino.
Il bacino si formò in seguito alla frammentazione iniziale del supercontinente Pangea, nel corso del Cretacico inferiore,  crando l'Oceano Atlantico e i bacini dell'Angola, del Capo e dell'Argentina.
Viene spesso suddiviso in due sezioni: il bacino del basso Congo, che si trova nella regione settentrionale e il bacino di Kwanza che si trova nella parte meridionale del margine dell'Angola.
Il bacino dell'Angola è conosciuto per i suoi bacini salati dell'Aptiano, uno spesso strato di evaporite che ha influenzato la topografia del bacino fin dal tempo della sua deposizione e agisce da importante riserva di petrolio.